# HD 2039 b
HD 2039 b هو كوكب خارج المجموعة الشمسية مؤكد يقع على بعد 330 سنة ضوئية (90 فرسخ فلكي) تقريباً في كوكبة العنقاء يدور حول النجم HD 2039 . اكتشف الكوكب عام 2002 باستخدام طريقة السرعة الشعاعية.متوسط المسافة المدارية لهذا الكوكب تقدر بنحو 2.23 (± 0.13) وحدة فلكية ويكمل مدارة حول النجم المستضيف خلال 1120 يوم في مدار ينحرف بنسبة 67%.